# Menura tyawanoides
Menura tyawanoides es una especie extinta de ave lira que vivió durante el Mioceno en la actual Australia. Fue descrita por Walter Boles a partir de material fósil (un carpometacarpo izquierdo completo) encontrado en un yacimiento de caliza en Riversleigh, en el Parque nacional Boodjamulla al noroeste de Queensland. Fue más pequeña que sus dos especies hermanas actuales. Su nombre fue dado por tyawan (una palabra en Kumbainggiri que significa ave-lira soberbia) y del sufijo Griego –oides (“parecido”).